# Ctenogobius
Ctenogobius is een geslacht van straalvinnige vissen uit de familie van grondels (Gobiidae). Het geslacht is voor het eerst wetenschappelijk beschreven in 1858 door Gill.

## Soorten
- Ctenogobius aestivaregia (Mori, 1934)
- Ctenogobius boleosoma (Jordan & Gilbert, 1882)
- Ctenogobius cervicosquamus Wu, Lu & Ni, 1986
- Ctenogobius chengtuensis (Chang, 1944)
- Ctenogobius chusanensis (Herre, 1940)
- Ctenogobius clarki Evermann & Shaw, 1927
- Ctenogobius claytonii (Meek, 1902)
- Ctenogobius fasciatus Gill, 1858
- Ctenogobius fukushimai (Mori, 1934)
- Ctenogobius lepturus (Pfaff, 1933)
- Ctenogobius manglicola (Jordan & Starks, 1895)
- Ctenogobius phenacus (Pezold & Lasala, 1987)
- Ctenogobius pseudofasciatus (Gilbert & Randall, 1971)
- Ctenogobius saepepallens (Gilbert & Randall, 1968)
- Ctenogobius sagittula (Günther, 1862)
- Ctenogobius shennongensis Yang & Xie, 1983
- Ctenogobius shufeldti (Jordan & Eigenmann, 1887)
- Ctenogobius smaragdus (Valenciennes, 1837)
- Ctenogobius stigmaticus (Poey, 1860)
- Ctenogobius stigmaturus (Goode & Bean, 1882)
- Ctenogobius szechuanensis (Liu, 1940)
- Ctenogobius thoropsis (Pezold & Gilbert, 1987)
- Ctenogobius vexillifer Fowler, 1937